# Landesfrauenrat
Der Landesfrauenrat,  auch in der Schreibweise LandesFrauenRat, ist Name verschiedener Dachverbände von Frauenorganisationen auf der Ebene des jeweiligen deutschen Landes (meistens in der Rechtsform eines Vereins). Hauptziel ist die gemeinsame Interessenvertretung der Frauenverbände bzw. von Frauengruppierungen in gemischten Organisationen auf politischer Ebene in diesem Land und die gleiche soziale Absicherung für alle Frauen. Die Gleichstellung der Geschlechter soll in der Gesellschaft umfassend verwirklicht werden, und dazu ist die Motivation der Frauen zu politischem Engagement zu verbessern.

## In den Bundesländern
Es gibt einen Landesfrauenrat in folgenden Bundesländern unter der Bezeichnung:
- Bayerischer Landesfrauenrat[1]
- Landesfrauenrat Baden-Württemberg[2]
- Landesfrauenrat Berlin e. V.
- Frauenpolitischer Rat Brandenburg e. V.
- Bremer Frauenausschuss e. V.[3]
- Landesfrauenrat Hamburg e. V.[4]
- Sächsischer Landesfrauenrat
- Landesfrauenrat MV e. V. (LFR MV, Mecklenburg-Vorpommern)
- Landesfrauenrat Niedersachsen e. V.[5]
- FrauenRat NRW e. V.
- Landesfrauenrat Rheinland-Pfalz e. V.[6]
- Landesfrauenrat Sachsen e. V.
- Landesfrauenrat Sachsen-Anhalt e. V.
- LandesFrauenRat Schleswig-Holstein[7]
- Landesfrauenrat Thüringen e. V.